# Sithon pharis
Sithon pharis är en fjärilsart som beskrevs av John Obadiah Westwood 1851. Sithon pharis ingår i släktet Sithon och familjen juvelvingar. Inga underarter finns listade i Catalogue of Life.